# Ковшово (Ивановская область)
Ковшо́во — деревня в Палехском районе Ивановской области (Палехское городское поселение). 

## География
Расположено в 0,5 км к северу от Палеха.Около деревни протекает речка Палешка.

## История
По сведениям статистического комитета, опубликованным в "Списке населённых мест Владимирской губернии 1896 года", под номером 2476 значится — Ковшово, деревня  Палеховской волости Вязниковского уезда; число жителей обоего пола – 148 чел.; число дворов – 25;  расстояние в верстах от селения до губернского города 198, от уездного города 76.. 

## Население
| 1859 | 1905 | 2010 |
| ---- | ---- | ---- |
| 165  | ↘162 | ↘62  |

## Достопримечательности
Имеется памятник культурного наследия Ивановской области: дом помещика Таланова постройки около 1840 года.